# Guldäpplet (lärarpris)

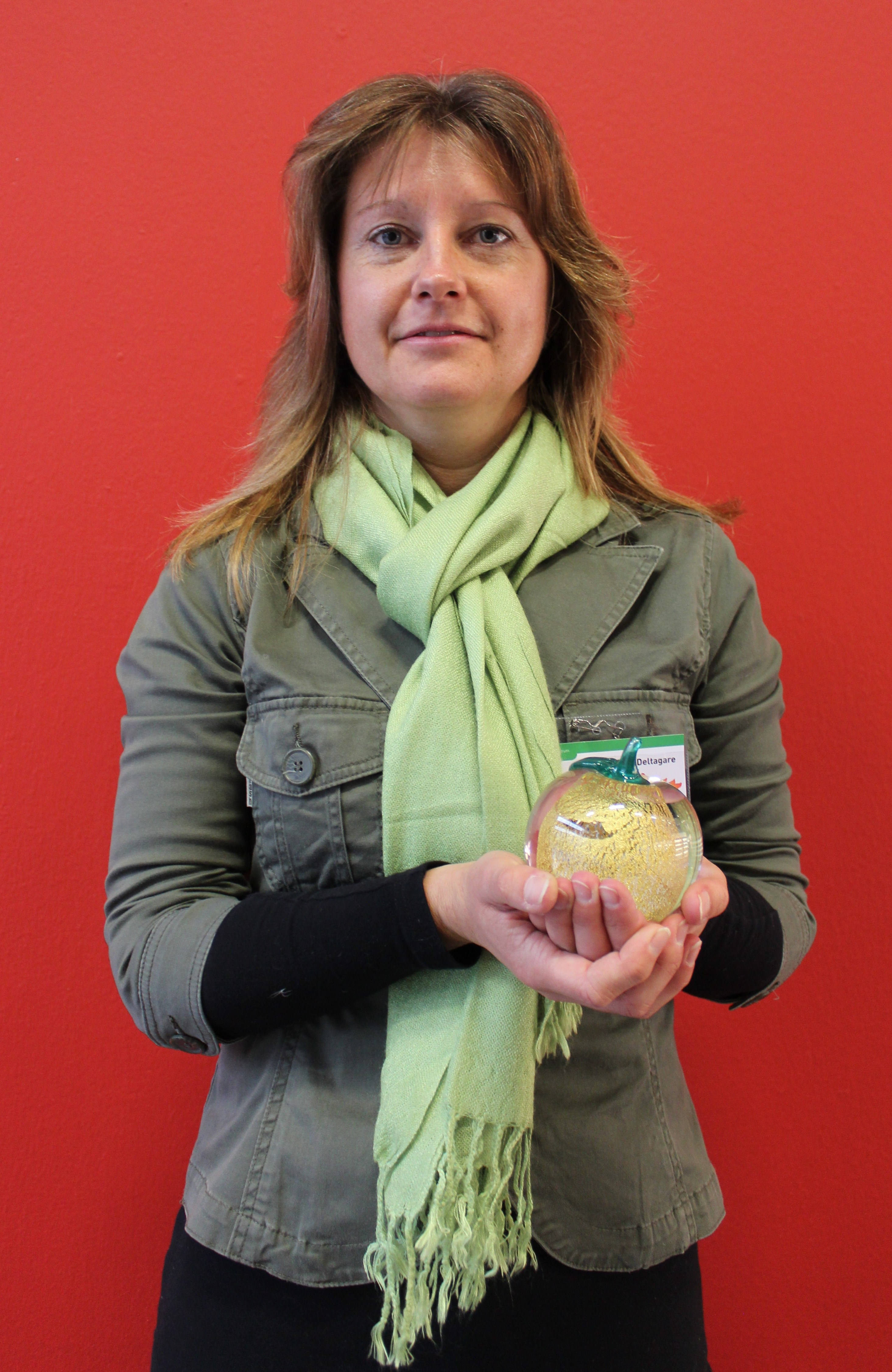
Ulrika Ryan, vinnare av Guldäpplet 2012

Guldäpplet är ett pris som årligen delas ut till en eller flera lärare vilka " ... förnyat lärandet med stöd av IT i egen undervisning och som inspirerat elever och kollegor i ett lokalt, kommunalt och gärna även nationellt verksamhetsfält." Guldäpplejuryns särskilda pris ges sedan 2007 till en lärare  "som har uträttat långvariga, betydelsefulla insatser för främjande av lärande med stöd av IT och medier” 
Initiativtagare till priset är styrelsen för Föreningen Datorn i utbildningen och tidskriften Datorn i utbildningen. Guldäpplet delas ut av en minnesfond som bildats efter Yngve Lindberg, en av föreningens grundare. Prissumman för båda priserna uppgår sedan 2011 till 25 000 kronor.